# Munții Monashee
Munții Monashee (în engleză Monashee Mountains) sunt situați 78 % în provincia British Columbia, Canada și 22 % în statul Washington, SUA. Ei se întind pe direcția nord-sud pe o lungime de 530 km, și 150 km, pe direcția est-vest. Munții Monashee aparțin de masivul Columbia Mountains. La est munții sunt delimitați de cursul lui Columbia River și de lacul Arrow Lake, la vest de Thompson River, Shuswap Lake și Okanagan Lake. În partea de nord lanțul muntos se termină la Valemount, British Columbia cu valea Robson Valley. Munții sunt traversați prin trecătoarea Eagle Pass, de magistrala Trans-Canada Highway și de calea ferată Canadian Pacific Railway. În regiunea sudică a munților există numeroase exploatări miniere. 

## Munți mai importanți
- Anstey Range
- Christina Range
- Gold Range
- Jordan Range
- Kettle River Range
- Malton Range
- Midway Range
- Okanagan Highland
- Sawtooth Range
- Ratchford Range
- Rossland Range
- Scrip Range
- Shuswap Highland

## Vârfuri mai importante
- Mount Monashee 3274 m
- Hallam Peak	3205 m
- Thor Mountain	3146 m
- Mount Odin	2971 m
- Cranberry Mountain	2872 m
- The Pinnacles	2607 m